# 胡赛恩普尔
胡赛恩普尔（Hussainpur），是印度旁遮普邦Kapurthala县的一个城镇。总人口15343（2001年）。

## 人口
该地2001年总人口15343人，其中男性8348人，女性6995人；0—6岁人口2401人，其中男1412人，女989人；识字率76.46%，其中男性为77.84%，女性为74.82%。